# Meurtre dans la chambre bleue
Pour plus de détails, voir Fiche technique et Distribution.
Meurtre dans la chambre bleue (Murder in the Blue Room) est un film américain en noir et blanc réalisé par Leslie Goodwins, sorti en 1944.

## Synopsis
Lors d’une fête organisée dans le manoir hanté d'un jeune couple, un homme qui a passé une nuit dans la « chambre bleue » disparaît. Le couple tente d'élucider le mystère, tout en musique...

## Fiche technique
- Titre : Meurtre dans la chambre bleue
- Titre original : Murder in the Blue Room
- Réalisation : Leslie Goodwins
- Scénario : I. A. L. Diamond, Stanley Davis, Erich Philippi, d'après le roman Geheimnis des Blauen Zimmers d'Erich Philippi
- Producteur : Frank gross
- Société de production et de distribution : Universal Pictures
- Musique : William Lava
- Photographie : George Robinson
- Montage : Charles Maynard
- Costumes : Vera West
- Pays d'origine : États-Unis
- Langue : anglais
- Format : noir et blanc – 35 mm – 1.37:1 – son mono (Western Electric Recording)
- Genre : Comédie horrifique et film musical
- Durée : 61 min
- Dates de sortie : 
  - États-Unis : 1er décembre 1944
  - France : 8 mai 1950

## Distribution
- Anne Gwynne : Nan
- John Litel : Frank Baldrich
- Grace McDonald : Peggy
- Donald Cook : Steve
- June Preisser : Jerry
- Regis Toomey : l’inspecteur McDonald
- Nella Walker : Dorothy Craig
- Andrew Tombes : Dr Carroll
- Ian Wolfe : Edwards
- Emmett Vogan : Hannagan
- Bill Williams : Larry (crédité Bill MacWilliams)
- Frank Marlowe : Curtin